# Wuling Starlight
La Wuling Starlight (cinese: 五菱星光; pinyin: Wǔlíng Xingguang) è una autovettura elettrica prodotta dal 2023 dalla casa automobilistica cinese Wuling Motors.

## Descrizione
Nell'agosto 2023 la SGMW, tramite la controllata Wuling, ha presentato la sua prima grande berlina a 4 porte chiamata Starlight.
La Starlight è stata creata per il mercato interno cinese, dove ha debuttato ufficialmente a dicembre 2023.
La versione elettrica della Starlight è alimentata da un motore da 134 CV e da una batteria al litio ferro fosfato (LFP).
Oltre alla variante elettrica a batteria, la Starlight è disponibile anche in versione ibrida. Esteticamente, ha una calandra anteriore diversa con una presa d'aria nascosta, un paraurti più verticale e una fascia superiore di luci a LED di forma diversa. A spingere la vettura c'è un motore a benzina da 1,5 litri con una potenza di 106 CV e la velocità massima è limitata a 150 km/h (93 mph).